# Ранчо ел Саградо Коразон (Консепсион дел Оро)
Ранчо ел Саградо Коразон (шп. Rancho el Sagrado Corazón) насеље је у Мексику у савезној држави Закатекас у општини Консепсион дел Оро. Насеље се налази на надморској висини од 1660 м.

## Становништво
Према подацима из 2010. године у насељу су живела 3 становника.

### Хронологија
| Година       | 2000       | 2005       | 2010 |
| ------------ | ---------- | ---------- | ---- |
| Становништво | 15 (9 / 6) | 13 (8 / 5) | 3    |

### Попис
| # | Индикатор                     | Вредност |
| - | ----------------------------- | -------- |
| 1 | Укупно домаћинстава           | 5        |
| 2 | Укупно насељених домаћинстава | 1        |
| 3 | Величина локације             | 1        |